# 特拉華海茨 (特拉華州)
特拉華高地（英語：Delaware Heights）是位於美國特拉華州紐卡斯爾縣的一個非建制地區。該地的面積和人口皆未知。

## 地理
特拉華高地的座標為39°49′30″N 75°37′14″W / 39.82500°N 75.62056°W，而該地的平均海拔高度為124米（即407英尺）。